# Oscar Dickson
Oscar Dickson, barão, (Gotemburgo, 2 de Dezembro de 1823 – Västergötland, 6 de Junho de 1897) foi um magnata sueco, mercador, industrial e filantropo descendente de uma família escocesa. No seu tempo, era considerado como o mais influente de todos os suecos.
Dickson, juntamente com o rei Óscar II da Suécia e Aleksandr Mikhaylovich Sibiryakov (cidadão russo, dono de minas de ouro), foi patrono de várias expedições ao Árctico entre 1860 e 1900. Patrocinou as explorações de Adolf Erik Nordenskiöld à região árctica da Rússia e à Gronelândia, tal como a expedição de Fridtjof Nansen ao Polo Norte no Fram.
Dickson recebeu o titulo de barão em 1885 pelo rei Óscar e foi membro da Academia Real das Ciências da Suécia a partir de 1878.

## Homenagens
A ilha Dikson, no mar de Kara, recebeu o seu nome.